# 吉田村 (宮城県亘理郡)
吉田村（よしだむら）は、昭和30年（1955年）まで宮城県亘理郡の中央部にあった村。現在の亘理郡亘理町吉田・長瀞地区にあたる。

## 地理
- 山：四方山 (274m)
- 湖：鳥の海（汽水湖）
- 海：太平洋

## 歴史
吉田村域では縄文時代の西囲・鹿野・平場・一ノ坂の各遺跡や畑中貝塚が発見されているほか、吉田村役場および吉田小学校北側の丘には弥生時代から平安時代に至るまでの集落跡である宮前遺跡があり、その北方の長瀞には長井戸古墳群、常磐線線路下の浜堤には大塚古墳が築かれるなど、かなり早い時期から居住地として用いられていた痕跡が残されている。

### 沿革
- 明治22年（1889年）4月1日 - 町村制施行にともない、吉田村及び長瀞村の区域をもって、吉田村が発足する。
- 明治41年（1908年）5月30日 - 火災により村役場が類焼したため、大畑町の北側に役場を移転。
- 昭和30年（1955年）2月1日 - 吉田村、亘理町、荒浜町及び逢隈村が合併し、亘理町が発足する。

## 行政

### 首長
- 歴代村長

| 代 | 氏名       | 就任                       | 退任                       | 備考 |
| -- | ---------- | -------------------------- | -------------------------- | ---- |
| 1  | 真柳善四郎 | 明治22年（1889年）4月23日  | 明治30年（1897年）4月24日  |      |
| 2  | 安田忠平   | 明治30年（1897年）4月25日  | 明治34年（1901年）4月23日  |      |
| 3  | 加藤久吉   | 明治34年（1901年）6月22日  | 明治35年（1902年）4月4日   |      |
| 4  | 真柳善四郎 | 明治35年（1902年）4月22日  | 明治36年（1903年）8月20日  | 再任 |
| 5  | 安田忠平   | 明治36年（1903年）11月30日 | 明治40年（1907年）8月31日  | 再任 |
| 6  | 佐伯勇三郎 | 明治40年（1907年）10月12日 | 大正8年（1919年）10月11日  |      |
| 7  | 小野勇七   | 大正8年（1919年）11月13日  | 大正12年（1923年）11月12日 |      |
| 8  | 鈴木吉太郎 | 大正12年（1923年）12月4日  | 昭和10年（1935年）12月3日  |      |
| 9  | 横山英三郎 | 昭和10年（1935年）12月7日  | 昭和18年（1943年）12月6日  |      |
| 10 | 小野脩平   | 昭和18年（1943年）12月8日  | 昭和21年（1946年）11月15日 |      |
| 11 | 土生利助   | 昭和22年（1947年）4月6日   | 昭和30年（1955年）1月31日  |      |

## 地域

### 人口
| 1920年 | 3,621人 |  |
| 1925年 | 4,090人 |  |
| 1930年 | 4,423人 |  |
| 1935年 | 4,671人 |  |
| 1940年 | 4,738人 |  |
| 1947年 | 6,255人 |  |
| 1950年 | 6,451人 |  |

※国勢調査による

### 教育
- 吉田村立吉田小学校
- 吉田村立長瀞小学校
- 吉田村立吉田中学校

## 交通

### 鉄道
- 国鉄常磐線：浜吉田駅

### 道路
- 国道6号